# Immortal Sound Productions
Pour les articles homonymes, voir WSP et ISP.
Immortal Sound Productions, ou ISP, est une société néerlandaise organisatrice d'événements et festivals de musique électronique, active entre 1990 et 1999, puis entre 2012 et 2015. La société entame son développement autour du concept Hellraiser, puis du concept Digital Overdose, en commun avec ID&T. 
En 1998, l'entreprise change de nom pour devenir World Sound Promotors (WSP), mais la société ne survit qu'un an sous ce nom et cesse son activité en 1999. Son fondateur, Raymond Ostendorp, remonte son affaire en 2012 et tente de lancer un nouveau concept, Playground, et un partenariat avec Multigroove, The Haunted House.

## Histoire
Immortal Sound Productions est fondé en 1990 par Raymond Oostendorp. Au sein de la scène rave, ISP commence par organiser des soirées à thème qui rassemblent 600 visiteurs. Avec le développement de la scène gabber, ISP se tourne vers l'organisation d'événements, notamment Hellraiser qui accueille jusqu'à 15 000 personnes au milieu des années 1990. Hellraiser devient son concept phare, tant et si bien qu'ISP associe l'image du concept à sa propre image. Entretemps, le producteur Leviathan (Tellurian) fonde grâce à ISP son label Cenobite Records, un label qu'il considère en concurrence avec ID&T.
En 1997, ISP coorganise avec Mojo Concert la deuxième édition de The New Frontier, un événement plein air (outdoor). Malheureusement, le succès n'est pas au rendez-vous, et le trou que cet événement crée dans le budget d'ISP marque le début des difficultés financières de la société. ISP dépose le bilan en 1998, mais repart immédiatement sous le nom de World Sound Promotors. La société est déclarée en faillite en 1999.
En 2012, Raymond Oostendorp relance ISP, avec d'abord une émanation de Hellraiser, intitulée « Playground », puis en 2013 et 2014 avec une collaboration avec Multigroove, « The Haunted House ». Renommée au sein de la scène gabber, ISP est également affublée d'un rétroacronyme, « Ik Slik Pillen », « j'avale des comprimés » — sous-entendu d'ecstasy. L'entreprise organise de nouveaux concepts comme The Maze en 2014. La dernière soirée connue organisée par ISP est Hell O Ween de Hellraiser le 31 octobre 2015.

## Filiales
ISP a créé[Quand ?] une filiale pour produire ses artistes, appelée Cosmic, en partenariat avec Sony, PolyGram et d'autres producteurs indépendants. ISP a aussi monté[Quand ?] sa propre agence artistique, appelée Dutch DJ Agency. L'agence compte parmi ses poulains Tiësto et Lucien Foort (nl). Par le passé, l'entreprise a commercialisé toute sorte de produits déclinant la marque de ses concepts phares. En particulier, le logo de Hellraiser a été apposé sur toute sorte de produits, casquettes, vestes, t-shirts, etc.

## Concepts notables
Immortal Sound Productions a organisé des événements autour des concepts suivants.
| Nom               | Période     | Nombre d'éditions | Statut  | Remarques                                                         | Réfs  |
| ----------------- | ----------- | ----------------- | ------- | ----------------------------------------------------------------- | ----- |
| Digital Overdose  | 1995–1999   | 10                | Inactif | Soirées communes Hellraiser et Thunderdome, organisées avec ID&T. | [ 1 ] |
| The Haunted House | 2013–2014   | 2                 | Inactif | Organisé avec Multigroove                                         | ,     |
| Hellraiser        | Depuis 1992 | 68                | Actif   | Festival aux Pays-Bas et en Allemagne, jusqu'à 15 000 visiteurs.  | [ 7 ] |
| Immortality       | 1993–1994   | 6                 | Inactif | –                                                                 | [ 1 ] |
| New Frontier      | 1998        | 2                 | Inactif | Soirée plein air (outdoor) organisée avec Mojo Concert.           | [ 1 ] |
| Playground        | 2012        | 1                 | Inactif | —                                                                 | ,     |